# Consejo Superior Universitario Centroamericano
Consejo Superior Universitario Centroamericano -CSUCA-]]
El Consejo Superior Universitario Centroamericano -CSUCA- tiene como objetivo promover la integración regional, y particularmente la integración y el fortalecimiento de la educación superior pública en las sociedades de América Central y República Dominicana.
La Confederación Universitaria Centroamericana -CUC-, es una organización regional abierta a la interacción permanente con toda la sociedad centroamericana y con las sociedades de las distintas regiones del planeta.
Su propósito es mejorar la calidad de la educación superior pública en Centroamérica y República Dominicana, crear y transmitir conocimientos, integrar saberes, divulgar sus experiencias, y orientar sus acciones a lograr el bien común de nuestra región y participar en la solución de los problemas globales.
El Consejo Superior Universitario Centroamericano nació a raíz del Primer Congreso Universitario Centroamericano que se celebró del 15 al 24 de septiembre de 1948 en San Salvador, dando así vida a la Confederación Universitaria Centroamericana y con ella su máxima autoridad: El CSUCA.     

## Reseña histórica
El movimiento de renovación institucional en las universidades centroamericanas se inicia a partir del I Congreso Universitario Centroamericano, celebrado en San Salvador en 1948, a partir del cual fue creada la Confederación Universitaria Centroamericana y su máxima autoridad, el CSUCA. El I Congreso aprobó la “Declaración de principios sobre los fines y funciones de la universidad contemporánea y en especial de las universidades de Centroamérica”, siendo los pilares: la autonomía universitaria, la unificación científico-humanística de la enseñanza universitaria, el concepto de la educación para la construcción democrática y la constitución de los organismos universitarios regionales.
Con el reto de evaluar el que hacer de la Confederación, en 1961 el CSUCA aprueba el Primer Plan de Integración Regional de la Educación Superior en Centroamérica –PIRESC I-, con el imperativo de fortalecer y mejorar la enseñanza superior y diversificar su contenido en la región, haciendo pertinentes sus programas ante los procesos de desarrollo regional.. A partir del PIRESC I, se crean escuelas de rango regional con especial énfasis en el ámbito científico-tecnológico.
Desde la década de los setenta hasta inicio de los noventa, la mayoría de las universidades centroamericanas y el CSUCA, se vieron afectados por el conflicto armado interno sufrido principalmente en Nicaragua, El Salvador y Guatemala. A inicios de los años noventa, el CSUCA sufre una crisis institucional, la cual al ser mitigada permite realizar en 1995, en Tegucigalpa, Honduras, el IV Congreso Universitario Centroamericano.
En este cónclave se aprueba el PIRESC II, de cuyos resultados destacan la creación de los Sistemas Universitarios Regionales y las Redes Académicas como: el Sistema de Carreras y Postgrados Regionales (SICAR), el Sistema Centroamericano de Evaluación y Acreditación de la Educación Superior (SICEVAES), el Sistema Centroamericano de Relación Universidad- Sector Productivo (SICAUSP), el Consejo Regional de Vida Estudiantil (CONREVE), la Red de Sistemas Integrados de Información Documental (Red SIID), el Programa de Intercambio Académico ANUIES-CSUCA.
Los Sistemas, Redes y Programas, fueron ratificados y fortalecidos en el V Congreso Universitario Centroamericano realizado en 1999 en San José, Costa Rica. Con el desarrollo alcanzado en el marco del SICEVAES, el CSUCA impulsó la creación del Consejo Centroamericano de Acreditación de la Educación Superior (CCA) cuyos miembros fueron juramentados en noviembre de 2003 en Panamá.
En el VI Congreso Universitario Centroamericano realizado el 10 y 11 de noviembre de 2004 en Guatemala, se aprobaron 16 Áreas Prioritarias Estratégicas para los próximos 10 años, las cuales fueron ratificadas en la LXXIII reunión del Consejo Superior Universitario Centroamericano, las cuales fueron las siguientes.
```
   IDENTIDAD Y DEFENSA DE LA UNIVERSIDAD PÚBLICA CENTROAMERICANA.
   RESCATE, DEFENSA, INVESTIGACION Y PROMOCION DE LA IDENTIDAD MULTICULTURAL DE LA REGION.
   LIDERAZGO DE LA UNIVERSIDAD PÚBLICA CENTROAMERICANA EN LA SOLUCIÓN A LOS PROBLEMAS REGIONALES.
   PROYECCIÓN DE LA CONFEDERACIÓN EN EL AMBITO INTERNACIONAL.
   RELACIÓN UNIVERSIDAD PÚBLICA, SOCIEDAD Y ESTADO. 
         Se aprobó incluir como una línea de acción la Promoción de la seguridad alimentaria y nutricional en la región.
   INCIDENCIA DE LA CONFEDERACIÓN UNIVERSITARIA EN LA INTEGRACIÓN Y MEJORAMIENTO DE LOS SISTEMAS EDUCATIVOS EN LA REGIÓN.
   COBERTURA, EQUIDAD Y CALIDAD DE LA EDUCACIÓN SUPERIOR PUBLICA.
   ARMONIZACION DE LA EDUCACIÓN SUPERIOR PÚBLICA EN LA REGIÓN.
   FORTALECIMIENTO DE LA INVESTIGACIÓN DE IMPACTO REGIONAL.
   EFICIENCIA Y TRANSPARENCIA DE LA GESTION ADMINISTRATIVA Y FINANCIERA DE LA EDUCACION SUPERIOR PUBLICA.
   FINANCIAMIENTO ESTATAL DE LA EDUCACION SUPERIOR PUBLICA.
   SOLIDARIDAD ENTRE LAS UNIVERSIDADES PUBLICAS DE LA REGION PARA LA OPTIMIZACION CON ENFOQUE REGIONAL DE LOS RECURSOS UNIVERSITARIOS.
   GESTION DE LA COOPERACION INTERNACIONAL PARA LA INTEGRACION Y EL MEJORAMIENTO DE LA EDUCACION SUPERIOR PUBLICA.
   VIDA ESTUDIANTIL.
   CARRERA DOCENTE.
   LA GLOBALIZACION Y SU IMPACTO EN LA SOCIEDAD Y EN LA EDUCACION SUPERIOR PUBLICA CENTROAMERICANA. 
```

Lo anterior ratifica que la dinámica del CSUCA se encuentra inmersa en procesos de orden global, como la liberalización del comercio y de los servicios, el surgimiento de nuevas alianzas y redes académicas globales y de modalidades virtuales e híbridas de enseñanza-aprendizaje, lo cual nos conduce a un nuevo contexto de la educación superior en Centroamérica.

## Misión
La Confederación Universitaria Centroamericana es la organización de integración del sistema universitario público centroamericano, que promueve el desarrollo de las universidades a través de la cooperación y del trabajo conjunto con la sociedad y el Estado, para el abordaje integral de los problemas regionales y de sus propuestas de solución, en un marco de compromiso, solidaridad, tolerancia, transparencia, y equidad. Propicia el desarrollo del conocimiento científico, tecnológico y humanístico, y su aplicación en la formación de profesionales capaces de tomar decisiones e incidir en el desarrollo sostenible de la región. 

## Visión
La Confederación Universitaria Centroamericana, es una organización de universidades públicas proactiva que aspira a promover con liderazgo la integración regional del sistema universitario centroamericano, que potencie la planificación y la capacidad de las universidades, tendiente a una gestión universitaria que propicie la calidad, pertinencia, eficiencia y equidad de la educación superior pública, y aspira a lograr una educación superior de mayor pertinencia y calidad en la región centroamericana a través del aprovechamiento científico y tecnológico, la coordinación y articulación efectiva entre los sistemas, programas y proyectos, que contribuyan a la solución de los problemas comunes de la región, a la formación integral de los individuos, a la identidad cultural centroamericana, a la movilidad estudiantil y docente en la región, a la vinculación de la universidad con la sociedad y el Estado, a la convivencia pacífica y al desarrollo integral de la población centroamericana con transparencia, humanismo, justicia y equidad en una relación armoniosa con el medio ambiente. 

## Miembros
Las universidades que conforman actualmente a la Confederación son las siguientes:
- Guatemala: Universidad de San Carlos de Guatemala (USAC).
- Belice: Universidad de Belice (UB).
- El Salvador: Universidad de El Salvador (UES).
- Honduras: Universidad Nacional Autónoma de Honduras (UNAH), Universidad Pedagógica Nacional Francisco Morazán (UPNFM), Universidad Nacional de Agricultura (UNAG),  Universidad Nacional de Ciencias Forestales (UNACIFOR).
- Nicaragua: Universidad Nacional Autónoma de Nicaragua (Managua), Universidad Nacional Autónoma de Nicaragua (León), Universidad Nacional de Ingeniería (Nicaragua) (UNI), Universidad Nacional Agraria de Nicaragua (UNA), Universidad de las Regiones Autónomas de la Costa Caribe Nicaragüense (URACCAN), Bluefields Indian and Caribbean University (BICU).
- Costa Rica: Universidad de Costa Rica (UCR), Universidad Nacional de Costa Rica (UNA), Instituto Tecnológico de Costa Rica (ITCR), Universidad Estatal a Distancia de Costa Rica (UNED), Universidad Técnica Nacional de Costa Rica(UTN)
- Panamá: Universidad de Panamá (UP), Universidad Tecnológica de Panamá (UTP), Universidad Autónoma de Chiriguí (UNACHI), Universidad Especializada de las Américas (UDELAS), Universidad Marítima Internacional de Panamá (UMIP).
- República Dominicana: Universidad Autónoma de Santo Domingo (UASD).